# 75-mm-Feldgeschütz Typ 31
Das 75-mm-Feldgeschütz Typ 31 (jap. 三十一年式野砲, Sanjūichinen-shiki yahō) war ein japanisches Feldgeschütz, das von der kaiserlich japanischen Armee im Russisch-Japanischen Krieg, im Ersten Weltkrieg, im Zweiten Japanisch-Chinesischen Krieg, im Sowjetisch-Japanischen Grenzkrieg und im Zweiten Weltkrieg eingesetzt wurde.

## Geschichte
Das 75-mm-Feldgeschütz Typ 31 wurde 1898 von Generalleutnant Arisaka Nariakira entworfen. Typ 31 bezieht sich dabei auf das Entstehungsjahr, das im 31. Jahr der Herrschaft von Kaiser Meiji war. Das Geschütz wurde im Osaka-Arsenal hergestellt und war neben dem 75-mm-Gebirgsgeschütz Typ 31 das Standardgeschütz der japanischen Armee im Russisch-Japanischen Krieg. Es war bei der Kaiserlichen Garde, der 1., 2., 3., 4. und 6. Division in Verwendung. Jeder Division war ein  Artillerieregiment zugeteilt. Dieses bestand aus zwei Bataillonen mit jeweils drei Batterien mit jeweils sechs Geschützen, pro Regiment also 36 Geschütze.
Das Typ 31 blieb bis zum Ende des Zweiten Weltkriegs im Einsatz.

## Beschreibung
Das 75-mm-Feldgeschütz Typ 31 war mit einem halbstarren Rohrrücklaufmechanismus versehen, bei dem Kabel mit Federn verbunden waren. Das Geschützrohr war aus Stahl und verschoss rauchschwache 6 kg schwere hochexplosive oder Schrapnell-Granaten. Die effektive Reichweite lag bei ca. 7700 Metern.

## Technische Daten
| Kenngröße                   | Daten            |
| --------------------------- | ---------------- |
| Rohrlänge                   | 2200 mm (L/29,3) |
| Kaliber                     | 75 mm            |
| Masse in Feuerstellung      | 908 kg           |
| Rohrerhöhung                | −5° bis +28°     |
| Schwenkbereich              | 0°               |
| Mündungsgeschwindigkeit V0  | 488 m/s          |
| Geschossmasse               | 6 kg             |
| Max. Schussweite            | 7.750 m          |
| prakt. Feuergeschwindigkeit | 2–3 Schuss/min.  |

## Notizen
1. ↑  Kowner, S. 49
2. ↑  Kowner, S. 41
3. ↑  Kowner, S. 40
4. ↑  Kowner, S. 40